# Giga-
Giga (viết tắt G) là một tiền tố được viết liền trước một đơn vị đo lường quốc tế để chỉ bội số lớn gấp 109 hay 1.000.000.000 lần.
Độ lớn này được công nhận từ năm 1960, theo tiếng Hy Lạp nghĩa là khổng lồ.
Trong tin học, ví dụ viết liền trước byte hoặc bit, độ lớn này còn mang nghĩa 230 = 10243 = 1.073.741.824.